# Lucien Dirksz
Lucien Pedro Lodevicus Dirksz  (29 september 1968) is een Arubaans wielrenner.
Dirksz nam deel aan de Olympische Zomerspelen van 1992 en die van 1996. Hij moest tijdens alle twee de Spelen voortijdig de wedstrijd verlaten.